# Tournoi de Singapour de rugby à sept 2019
Navigation
2018 2020
Le Tournoi de Singapour de rugby à sept 2019 (anglais : Singapore Rugby Sevens 2019) est la huitième étape de la saison 2018-2019 du World Rugby Sevens Series. Elle se déroule sur deux jours les 13 et 14 avril 2019 au Stade national à Singapour.

## Équipes participantes
Seize équipes participent au tournoi (quinze équipes qualifiées d'office plus une invitée) :
- Afrique du Sud
- Angleterre
- Argentine
- Australie
- Canada
- Écosse
- Espagne
- États-Unis
- France
- Fidji
- Pays de Galles
- Japon
- Kenya
- Nouvelle-Zélande
- Russie
- Samoa
- Hong Kong (invitée)

## Tournoi principal

### Phase de poules
Classements et résultats de la phase de poules,.

#### Poule A
| Rang | Pays           | J | V | N | D | Pm | Pe | Diff | Pts |
| ---- | -------------- | - | - | - | - | -- | -- | ---- | --- |
| 1    | Afrique du Sud | 3 | 3 | 0 | 0 | 89 | 17 | +72  | 9   |
| 2    | Fidji          | 3 | 1 | 0 | 2 | 69 | 48 | +21  | 5   |
| 3    | Écosse         | 3 | 1 | 0 | 2 | 39 | 81 | -42  | 5   |
| 4    | Canada         | 3 | 1 | 0 | 2 | 45 | 96 | -51  | 5   |

| 13 avril 2019 06:14 UTC+08:00 | Afrique du Sud | 36 - 10 | Écosse | Stade national, Singapour |
| 13 avril 2019 06:14 UTC+08:00 |                |         |        | Stade national, Singapour |
| 13 avril 2019 06:14 UTC+08:00 |                |         |        | Stade national, Singapour |

| 13 avril 2019 06:36 UTC+08:00 | Fidji | 50 - 12 | Canada | Stade national, Singapour |
| 13 avril 2019 06:36 UTC+08:00 |       |         |        | Stade national, Singapour |
| 13 avril 2019 06:36 UTC+08:00 |       |         |        | Stade national, Singapour |

| 13 avril 2019 09:40 UTC+08:00 | Afrique du Sud | 36 - 0 | Canada | Stade national, Singapour |
| 13 avril 2019 09:40 UTC+08:00 |                |        |        | Stade national, Singapour |
| 13 avril 2019 09:40 UTC+08:00 |                |        |        | Stade national, Singapour |

| 13 avril 2019 10:02 UTC+08:00 | Fidji | 12 - 19 | Écosse | Stade national, Singapour |
| 13 avril 2019 10:02 UTC+08:00 |       |         |        | Stade national, Singapour |
| 13 avril 2019 10:02 UTC+08:00 |       |         |        | Stade national, Singapour |

| 13 avril 2019 13:06 UTC+08:00 | Écosse | 10 - 33 | Canada | Stade national, Singapour |
| 13 avril 2019 13:06 UTC+08:00 |        |         |        | Stade national, Singapour |
| 13 avril 2019 13:06 UTC+08:00 |        |         |        | Stade national, Singapour |

| 13 avril 2019 13:28 UTC+08:00 | Fidji | 7 - 17 | Afrique du Sud | Stade national, Singapour |
| 13 avril 2019 13:28 UTC+08:00 |       |        |                | Stade national, Singapour |
| 13 avril 2019 13:28 UTC+08:00 |       |        |                | Stade national, Singapour |

#### Poule B
| Rang | Pays      | J | V | N | D | Pm | Pe  | Diff | Pts |
| ---- | --------- | - | - | - | - | -- | --- | ---- | --- |
| 1    | Australie | 3 | 3 | 0 | 0 | 93 | 29  | +64  | 9   |
| 2    | Argentine | 3 | 2 | 0 | 1 | 67 | 34  | +33  | 7   |
| 3    | France    | 3 | 1 | 0 | 2 | 45 | 50  | -5   | 5   |
| 4    | Hong Kong | 3 | 0 | 0 | 3 | 12 | 104 | -92  | 3   |

| 13 avril 2019 05:30 UTC+08:00 | Argentine | 17 - 22 | Australie | Stade national, Singapour |
| 13 avril 2019 05:30 UTC+08:00 |           |         |           | Stade national, Singapour |
| 13 avril 2019 05:30 UTC+08:00 |           |         |           | Stade national, Singapour |

| 13 avril 2019 05:52 UTC+08:00 | France | 26 - 7 | Hong Kong | Stade national, Singapour |
| 13 avril 2019 05:52 UTC+08:00 |        |        |           | Stade national, Singapour |
| 13 avril 2019 05:52 UTC+08:00 |        |        |           | Stade national, Singapour |

| 13 avril 2019 08:56 UTC+08:00 | Argentine | 31 - 5 | Hong Kong | Stade national, Singapour |
| 13 avril 2019 08:56 UTC+08:00 |           |        |           | Stade national, Singapour |
| 13 avril 2019 08:56 UTC+08:00 |           |        |           | Stade national, Singapour |

| 13 avril 2019 09:18 UTC+08:00 | France | 12 - 24 | Australie | Stade national, Singapour |
| 13 avril 2019 09:18 UTC+08:00 |        |         |           | Stade national, Singapour |
| 13 avril 2019 09:18 UTC+08:00 |        |         |           | Stade national, Singapour |

| 13 avril 2019 12:22 UTC+08:00 | Australie | 47 - 0 | Hong Kong | Stade national, Singapour |
| 13 avril 2019 12:22 UTC+08:00 |           |        |           | Stade national, Singapour |
| 13 avril 2019 12:22 UTC+08:00 |           |        |           | Stade national, Singapour |

| 13 avril 2019 12:44 UTC+08:00 | France | 7 - 19 | Argentine | Stade national, Singapour |
| 13 avril 2019 12:44 UTC+08:00 |        |        |           | Stade national, Singapour |
| 13 avril 2019 12:44 UTC+08:00 |        |        |           | Stade national, Singapour |

#### Poule C
| 1 | États-Unis     | 3 | 3 | 0 | 0 | 70 | 33 | +37 | 9 |
| 2 | Angleterre     | 3 | 1 | 0 | 2 | 43 | 41 | +2  | 5 |
| 3 | Pays de Galles | 3 | 1 | 0 | 2 | 38 | 50 | -12 | 5 |
| 4 | Kenya          | 3 | 1 | 0 | 2 | 40 | 67 | -27 | 5 |

| 13 avril 2019 04:44 UTC+08:00 | Angleterre | 36 - 7 | Kenya | Stade national, Singapour |
| 13 avril 2019 04:44 UTC+08:00 |            |        |       | Stade national, Singapour |
| 13 avril 2019 04:44 UTC+08:00 |            |        |       | Stade national, Singapour |

| 13 avril 2019 05:06 UTC+08:00 | États-Unis | 31 - 12 | Pays de Galles | Stade national, Singapour |
| 13 avril 2019 05:06 UTC+08:00 |            |         |                | Stade national, Singapour |
| 13 avril 2019 05:06 UTC+08:00 |            |         |                | Stade national, Singapour |

| 13 avril 2019 08:12 UTC+08:00 | Angleterre | 0 - 12 | Pays de Galles | Stade national, Singapour |
| 13 avril 2019 08:12 UTC+08:00 |            |        |                | Stade national, Singapour |
| 13 avril 2019 08:12 UTC+08:00 |            |        |                | Stade national, Singapour |

| 13 avril 2019 08:34 UTC+08:00 | États-Unis | 17 - 14 | Kenya | Stade national, Singapour |
| 13 avril 2019 08:34 UTC+08:00 |            |         |       | Stade national, Singapour |
| 13 avril 2019 08:34 UTC+08:00 |            |         |       | Stade national, Singapour |

| 13 avril 2019 11:38 UTC+08:00 | Kenya | 19 - 14 | Pays de Galles | Stade national, Singapour |
| 13 avril 2019 11:38 UTC+08:00 |       |         |                | Stade national, Singapour |
| 13 avril 2019 11:38 UTC+08:00 |       |         |                | Stade national, Singapour |

| 13 avril 2019 12:00 UTC+08:00 | États-Unis | 22 - 7 | Angleterre | Stade national, Singapour |
| 13 avril 2019 12:00 UTC+08:00 |            |        |            | Stade national, Singapour |
| 13 avril 2019 12:00 UTC+08:00 |            |        |            | Stade national, Singapour |

#### Poule D
| Rang | Pays             | J | V | N | D | Pm  | Pe  | Diff | Pts |
| ---- | ---------------- | - | - | - | - | --- | --- | ---- | --- |
| 1    | Nouvelle-Zélande | 3 | 3 | 0 | 0 | 122 | 22  | +100 | 9   |
| 2    | Samoa            | 3 | 2 | 0 | 1 | 119 | 45  | +74  | 7   |
| 3    | Japon            | 3 | 1 | 0 | 2 | 22  | 105 | -83  | 5   |
| 4    | Espagne          | 3 | 0 | 0 | 3 | 19  | 110 | -91  | 3   |

| 13 avril 2019 04:00 UTC+08:00 | Nouvelle-Zélande | 43 - 0 | Japon | Stade national, Singapour |
| 13 avril 2019 04:00 UTC+08:00 |                  |        |       | Stade national, Singapour |
| 13 avril 2019 04:00 UTC+08:00 |                  |        |       | Stade national, Singapour |

| 13 avril 2019 04:22 UTC+08:00 | Samoa | 40 - 14 | Espagne | Stade national, Singapour |
| 13 avril 2019 04:22 UTC+08:00 |       |         |         | Stade national, Singapour |
| 13 avril 2019 04:22 UTC+08:00 |       |         |         | Stade national, Singapour |

| 13 avril 2019 07:28 UTC+08:00 | Nouvelle-Zélande | 53 - 0 | Espagne | Stade national, Singapour |
| 13 avril 2019 07:28 UTC+08:00 |                  |        |         | Stade national, Singapour |
| 13 avril 2019 07:28 UTC+08:00 |                  |        |         | Stade national, Singapour |

| 13 avril 2019 07:50 UTC+08:00 | Samoa | 57 - 5 | Japon | Stade national, Singapour |
| 13 avril 2019 07:50 UTC+08:00 |       |        |       | Stade national, Singapour |
| 13 avril 2019 07:50 UTC+08:00 |       |        |       | Stade national, Singapour |

| 13 avril 2019 10:54 UTC+08:00 | Japon | 17 - 5 | Espagne | Stade national, Singapour |
| 13 avril 2019 10:54 UTC+08:00 |       |        |         | Stade national, Singapour |
| 13 avril 2019 10:54 UTC+08:00 |       |        |         | Stade national, Singapour |

| 13 avril 2019 11:16 UTC+08:00 | Samoa | 22 - 26 | Nouvelle-Zélande | Stade national, Singapour |
| 13 avril 2019 11:16 UTC+08:00 |       |         |                  | Stade national, Singapour |
| 13 avril 2019 11:16 UTC+08:00 |       |         |                  | Stade national, Singapour |

## Phase finale
Résultats de la phase finale.

### Trophées

#### Cup
|  | Quarts de finale                | Quarts de finale                |                                 |                                 | Demi-finales                    | Demi-finales                    |    |  | Finale                          | Finale                          |
|  | Quarts de finale                | Quarts de finale                |                                 |                                 | Demi-finales                    | Demi-finales                    |    |  | Finale                          | Finale                          |
|  |                                 |                                 |                                 |                                 |                                 |                                 |    |  |                                 |                                 |
|  | 14 avril 2019 - 05:30 UTC+08:00 | 14 avril 2019 - 05:30 UTC+08:00 |                                 |                                 | 14 avril 2019 - 09:50 UTC+08:00 | 14 avril 2019 - 09:50 UTC+08:00 |    |  | 14 avril 2019 - 13:00 UTC+08:00 | 14 avril 2019 - 13:00 UTC+08:00 |
|  | 14 avril 2019 - 05:30 UTC+08:00 | 14 avril 2019 - 05:30 UTC+08:00 |                                 |                                 | 14 avril 2019 - 09:50 UTC+08:00 | 14 avril 2019 - 09:50 UTC+08:00 |    |  | 14 avril 2019 - 13:00 UTC+08:00 | 14 avril 2019 - 13:00 UTC+08:00 |
|  | Afrique du Sud                  | 21                              |                                 |                                 | 14 avril 2019 - 09:50 UTC+08:00 | 14 avril 2019 - 09:50 UTC+08:00 |    |  | 14 avril 2019 - 13:00 UTC+08:00 | 14 avril 2019 - 13:00 UTC+08:00 |
|  | Afrique du Sud                  | 21                              |                                 |                                 | 14 avril 2019 - 09:50 UTC+08:00 | 14 avril 2019 - 09:50 UTC+08:00 |    |  | 14 avril 2019 - 13:00 UTC+08:00 | 14 avril 2019 - 13:00 UTC+08:00 |
|  | Samoa                           | 12                              |                                 |                                 | 14 avril 2019 - 09:50 UTC+08:00 | 14 avril 2019 - 09:50 UTC+08:00 |    |  | 14 avril 2019 - 13:00 UTC+08:00 | 14 avril 2019 - 13:00 UTC+08:00 |
|  | Samoa                           | 12                              | Afrique du Sud                  | 24                              |                                 |                                 |    |  | 14 avril 2019 - 13:00 UTC+08:00 | 14 avril 2019 - 13:00 UTC+08:00 |
|  | 14 avril 2019 - 05:52 UTC+08:00 |                                 | Afrique du Sud                  | 24                              |                                 |                                 |    |  | 14 avril 2019 - 13:00 UTC+08:00 | 14 avril 2019 - 13:00 UTC+08:00 |
|  |                                 | États-Unis                      | 12                              |                                 |                                 |                                 |    |  | 14 avril 2019 - 13:00 UTC+08:00 | 14 avril 2019 - 13:00 UTC+08:00 |
|  | États-Unis                      | États-Unis                      | 12                              | 12                              |                                 |                                 |    |  | 14 avril 2019 - 13:00 UTC+08:00 | 14 avril 2019 - 13:00 UTC+08:00 |
|  | États-Unis                      |                                 |                                 | 12                              |                                 |                                 |    |  | 14 avril 2019 - 13:00 UTC+08:00 | 14 avril 2019 - 13:00 UTC+08:00 |
|  | Argentine                       | 10                              |                                 |                                 |                                 |                                 |    |  | 14 avril 2019 - 13:00 UTC+08:00 | 14 avril 2019 - 13:00 UTC+08:00 |
|  | Argentine                       | 10                              | Afrique du Sud                  | 20                              |                                 |                                 |    |  |                                 |                                 |
|  | 14 avril 2019 - 06:14 UTC+08:00 |                                 | Afrique du Sud                  | 20                              |                                 |                                 |    |  |                                 |                                 |
|  |                                 | Fidji                           | 19                              |                                 |                                 |                                 |    |  |                                 |                                 |
|  | Nouvelle-Zélande                | Fidji                           | 19                              | 5                               |                                 |                                 |    |  |                                 |                                 |
|  | Nouvelle-Zélande                | 14 avril 2019 - 10:12 UTC+08:00 |                                 | 5                               |                                 |                                 |    |  |                                 |                                 |
|  | Fidji                           | 19                              |                                 |                                 |                                 |                                 |    |  |                                 |                                 |
|  | Fidji                           | 19                              | Fidji                           | 26                              |                                 |                                 |    |  |                                 |                                 |
|  | 14 avril 2019 - 06:36 UTC+08:00 | 14 avril 2019 - 06:36 UTC+08:00 | Fidji                           | 26                              | Match pour la 3e place          | Match pour la 3e place          |    |  |                                 |                                 |
|  | 14 avril 2019 - 06:36 UTC+08:00 | 14 avril 2019 - 06:36 UTC+08:00 |                                 | Angleterre                      | Match pour la 3e place          | Match pour la 3e place          | 12 |  |                                 |                                 |
|  | Australie                       | 19                              | 14 avril 2019 - 12:35 UTC+08:00 | 14 avril 2019 - 12:35 UTC+08:00 |                                 |                                 | 12 |  |                                 |                                 |
|  | Australie                       | 19                              | 14 avril 2019 - 12:35 UTC+08:00 | 14 avril 2019 - 12:35 UTC+08:00 |                                 |                                 |    |  |                                 |                                 |
|  | Angleterre                      | 31                              |                                 | États-Unis                      | 7                               |                                 |    |  |                                 |                                 |
|  | Angleterre                      | 31                              |                                 | États-Unis                      | 7                               |                                 |    |  |                                 |                                 |
|  |                                 |                                 |                                 |                                 |                                 |                                 |    |  | Angleterre                      | 29                              |
|  |                                 |                                 |                                 |                                 |                                 |                                 |    |  | Angleterre                      | 29                              |

Finale
| 14 avril 2019 | Afrique du Sud | 20 - 19 (0-19) | Fidji | Stade national, Singapour Arbitre : Richard Kelly |
| 14 avril 2019 | Essai(s) : Kurt-Lee Arendse (10e), Angelo Davids (11e), Ryan Oosthuizen (12e) Transformation(s) : Selvyn Davids (12e) Pénalité(s) : Selvyn Davids (14e) |                | Essai(s) : Aminiasi Tuimaba (2e), Napolioni Bolaca (5e), Vilimoni Botitu (7e) · Transformation(s) : Napolioni Bolaca (3e, 7e) · Carton(s) jaune(s) : Aminiasi Tuimaba 11e à 13e · | Stade national, Singapour Arbitre : Richard Kelly |
| 14 avril 2019 | |                | | Stade national, Singapour Arbitre : Richard Kelly |

#### Challenge Trophy
|  | Quarts de finale                | Quarts de finale                |        |    | Demi-finales                    | Demi-finales                    |  |  | Finale                          | Finale                          |
|  | Quarts de finale                | Quarts de finale                |        |    | Demi-finales                    | Demi-finales                    |  |  | Finale                          | Finale                          |
|  |                                 |                                 |        |    |                                 |                                 |  |  |                                 |                                 |
|  | 14 avril 2019 - 04:00 UTC+08:00 | 14 avril 2019 - 04:00 UTC+08:00 |        |    | 14 avril 2019 - 08:22 UTC+08:00 | 14 avril 2019 - 08:22 UTC+08:00 |  |  | 14 avril 2019 - 11:36 UTC+08:00 | 14 avril 2019 - 11:36 UTC+08:00 |
|  | 14 avril 2019 - 04:00 UTC+08:00 | 14 avril 2019 - 04:00 UTC+08:00 |        |    | 14 avril 2019 - 08:22 UTC+08:00 | 14 avril 2019 - 08:22 UTC+08:00 |  |  | 14 avril 2019 - 11:36 UTC+08:00 | 14 avril 2019 - 11:36 UTC+08:00 |
|  | Écosse                          | 38                              |        |    | 14 avril 2019 - 08:22 UTC+08:00 | 14 avril 2019 - 08:22 UTC+08:00 |  |  | 14 avril 2019 - 11:36 UTC+08:00 | 14 avril 2019 - 11:36 UTC+08:00 |
|  | Écosse                          | 38                              |        |    | 14 avril 2019 - 08:22 UTC+08:00 | 14 avril 2019 - 08:22 UTC+08:00 |  |  | 14 avril 2019 - 11:36 UTC+08:00 | 14 avril 2019 - 11:36 UTC+08:00 |
|  | Espagne                         | 10                              |        |    | 14 avril 2019 - 08:22 UTC+08:00 | 14 avril 2019 - 08:22 UTC+08:00 |  |  | 14 avril 2019 - 11:36 UTC+08:00 | 14 avril 2019 - 11:36 UTC+08:00 |
|  | Espagne                         | 10                              | Écosse | 33 |                                 |                                 |  |  | 14 avril 2019 - 11:36 UTC+08:00 | 14 avril 2019 - 11:36 UTC+08:00 |
|  | 14 avril 2019 - 04:22 UTC+08:00 |                                 | Écosse | 33 |                                 |                                 |  |  | 14 avril 2019 - 11:36 UTC+08:00 | 14 avril 2019 - 11:36 UTC+08:00 |
|  |                                 | Pays de Galles                  | 12     |    |                                 |                                 |  |  | 14 avril 2019 - 11:36 UTC+08:00 | 14 avril 2019 - 11:36 UTC+08:00 |
|  | Pays de Galles                  | Pays de Galles                  | 12     | 19 |                                 |                                 |  |  | 14 avril 2019 - 11:36 UTC+08:00 | 14 avril 2019 - 11:36 UTC+08:00 |
|  | Pays de Galles                  |                                 |        | 19 |                                 |                                 |  |  | 14 avril 2019 - 11:36 UTC+08:00 | 14 avril 2019 - 11:36 UTC+08:00 |
|  | Hong Kong                       | 17                              |        |    |                                 |                                 |  |  | 14 avril 2019 - 11:36 UTC+08:00 | 14 avril 2019 - 11:36 UTC+08:00 |
|  | Hong Kong                       | 17                              | Écosse | 19 |                                 |                                 |  |  |                                 |                                 |
|  | 14 avril 2019 - 04:44 UTC+08:00 |                                 | Écosse | 19 |                                 |                                 |  |  |                                 |                                 |
|  |                                 | France                          | 22     |    |                                 |                                 |  |  |                                 |                                 |
|  | Japon                           | France                          | 22     | 14 |                                 |                                 |  |  |                                 |                                 |
|  | Japon                           | 14 avril 2019 - 08:44 UTC+08:00 |        | 14 |                                 |                                 |  |  |                                 |                                 |
|  | Canada                          | 33                              |        |    |                                 |                                 |  |  |                                 |                                 |
|  | Canada                          | 33                              | Canada | 12 |                                 |                                 |  |  |                                 |                                 |
|  | 14 avril 2019 - 05:06 UTC+08:00 |                                 | Canada | 12 |                                 |                                 |  |  |                                 |                                 |
|  |                                 | France                          | 19     |    |                                 |                                 |  |  |                                 |                                 |
|  | France                          | France                          | 19     | 24 |                                 |                                 |  |  |                                 |                                 |
|  | France                          |                                 |        | 24 |                                 |                                 |  |  |                                 |                                 |
|  | Kenya                           | 14                              |        |    |                                 |                                 |  |  |                                 |                                 |
|  | Kenya                           | 14                              |        |    |                                 |                                 |  |  |                                 |                                 |

### Matchs de classement

#### Challenge5eplace
|  | Demi-finales                    | Demi-finales                    |       |    | Finale                          | Finale                          |
|  | Demi-finales                    | Demi-finales                    |       |    | Finale                          | Finale                          |
|  |                                 |                                 |       |    |                                 |                                 |
|  | 14 avril 2019 - 09:06 UTC+08:00 | 14 avril 2019 - 09:06 UTC+08:00 |       |    | 14 avril 2019 - 12:11 UTC+08:00 | 14 avril 2019 - 12:11 UTC+08:00 |
|  | 14 avril 2019 - 09:06 UTC+08:00 | 14 avril 2019 - 09:06 UTC+08:00 |       |    | 14 avril 2019 - 12:11 UTC+08:00 | 14 avril 2019 - 12:11 UTC+08:00 |
|  | Samoa                           | 14                              |       |    | 14 avril 2019 - 12:11 UTC+08:00 | 14 avril 2019 - 12:11 UTC+08:00 |
|  | Samoa                           | 14                              |       |    | 14 avril 2019 - 12:11 UTC+08:00 | 14 avril 2019 - 12:11 UTC+08:00 |
|  | Argentine                       | 12                              |       |    | 14 avril 2019 - 12:11 UTC+08:00 | 14 avril 2019 - 12:11 UTC+08:00 |
|  | Argentine                       | 12                              | Samoa | 19 |                                 |                                 |
|  | 14 avril 2019 - 09:28 UTC+08:00 |                                 | Samoa | 19 |                                 |                                 |
|  |                                 | Nouvelle-Zélande                | 17    |    |                                 |                                 |
|  | Nouvelle-Zélande                | Nouvelle-Zélande                | 17    | 27 |                                 |                                 |
|  | Nouvelle-Zélande                |                                 |       | 27 |                                 |                                 |
|  | Australie                       | 22                              |       |    |                                 |                                 |
|  | Australie                       | 22                              |       |    |                                 |                                 |

#### Challenge13eplace
|  | Demi-finales                    | Demi-finales                    |         |    | Finale                          | Finale                          |
|  | Demi-finales                    | Demi-finales                    |         |    | Finale                          | Finale                          |
|  |                                 |                                 |         |    |                                 |                                 |
|  | 14 avril 2019 - 07:38 UTC+08:00 | 14 avril 2019 - 07:38 UTC+08:00 |         |    | 14 avril 2019 - 11:14 UTC+08:00 | 14 avril 2019 - 11:14 UTC+08:00 |
|  | 14 avril 2019 - 07:38 UTC+08:00 | 14 avril 2019 - 07:38 UTC+08:00 |         |    | 14 avril 2019 - 11:14 UTC+08:00 | 14 avril 2019 - 11:14 UTC+08:00 |
|  | Espagne                         | 38                              |         |    | 14 avril 2019 - 11:14 UTC+08:00 | 14 avril 2019 - 11:14 UTC+08:00 |
|  | Espagne                         | 38                              |         |    | 14 avril 2019 - 11:14 UTC+08:00 | 14 avril 2019 - 11:14 UTC+08:00 |
|  | Hong Kong                       | 12                              |         |    | 14 avril 2019 - 11:14 UTC+08:00 | 14 avril 2019 - 11:14 UTC+08:00 |
|  | Hong Kong                       | 12                              | Espagne | 5  |                                 |                                 |
|  | 14 avril 2019 - 08:00 UTC+08:00 |                                 | Espagne | 5  |                                 |                                 |
|  |                                 | Kenya                           | 21      |    |                                 |                                 |
|  | Japon                           | Kenya                           | 21      | 24 |                                 |                                 |
|  | Japon                           |                                 |         | 24 |                                 |                                 |
|  | Kenya                           | 31                              |         |    |                                 |                                 |
|  | Kenya                           | 31                              |         |    |                                 |                                 |

## Bilan
Statistiques sportives
- Meilleur marqueur d'essais du tournoi :  Max McFarland (9 essais)
- Meilleur marqueur du tournoi :  Daniel Taabu (57 points)
- Impact player[5] :  John Vaili (54 points)
- Joueur de la finale :  Angelo Davids
- Équipe type :

| Avants | Trois-quarts |
| ------ | ------------ |
|        |              |